# NhE T 03
Der Triebwagen NhE T 03 war ein Triebwagen der Neuhaldenslebener Eisenbahngesellschaft. Der Triebwagen wurde 1932 in Eigenregie des Bahnbetriebswerkes Haldensleben gefertigt und im Verbund mit zwei Steuerwagen als Personenzug verwendet. Der Triebwagen fungierte dabei als Gepäck- und Postwagen. 1965 wurde das Fahrzeug ausgemustert.

## Geschichte
Als Folge der Weltwirtschaftskrise sah sich die Neuhaldenslebener Eisenbahngesellschaft gezwungen, ihren Betrieb zu rationalisieren. Nachdem schon 1930 im Bahnbetriebswerk Haldensleben ein zweiachsiger Personenwagen in einen dieselelektrischen Triebwagen umgebaut wurde, sollte für die Neuhaldenslebener Eisenbahngesellschaft ein Triebwagen gebaut werden. Für das Fahrzeug wurde ein herkömmlicher Packwagen als Spenderfahrzeug gewählt. Das Fahrzeug sollte im Verbund mit zwei Steuerwagen als Schlepptriebwagen mit Gepäckabteil verwendet werden. Für diese Konfiguration war die Ausstattung mit einem leistungsstarken Dieselmotor vorgesehen, im Zusammenhang mit der schweren elektrischen Ausrüstung der Maschinenanlage wurde eine Achse des Fahrzeuges gegen ein Drehgestell preußischer Regelbauart getauscht, in dem beide Achsen mit einem je 95 kW starkem Elektromotor angetrieben wurde. Der Dieselmotor befand sich über dem Drehgestell.
Für die beiden Steuerwagen wurden je ein zweiachsiger Personenwagen in einen Steuerwagen umgebaut und als C 509 und 510 bezeichnet.  Die Antriebsanlage des Zuges wurde über eine einfache Vielfachsteuerung vom jeweils führenden Steuerwagen gesteuert. Im Mai 1932 wurde der Schlepptriebwagen mit seinen beiden Steuerwagen vom Reichsbevollmächtigten der Privatbahnaufsicht abgenommen. Das Fahrzeug bestritt danach den größten Teil des Personenverkehrs auf der Bahnstrecke Haldensleben–Eilsleben. Dabei wurde die tägliche Laufleistung mit 250 Kilometern angegeben. Entsprechend dem Zeitgeist erhielt das Fahrzeug, mit dem die Fahrzeiten deutlich sanken, im Volksmund die Bezeichnung Fliegender Eilslebener. Durch die ausreichend hohe Motorisierung hatte der Triebwagen die Möglichkeit, auf einer Steigung von 15 ‰ 100 t als zusätzliche Last bei 40 km/h zu befördern. Für eine noch höhere Beförderungskapazität stellte die Gesellschaft für den Schlepptriebwagen 1937 einen vierachsigen Steuerwagen in Dienst, der als 511 bezeichnet wurde. Der zweiachsige C 510 musste während des Krieges abgegeben werden und kam nicht zurück. Er gelangte nach Luxemburg zur CFL, und wurde dort als Personenwagen mit der Bezeichnung C6 3281 betrieben. Im Jahre 1950 wurde er zum Beiwagen für die CFL-Triebwagen der Baureihe Z 100 umgebaut, und erhielt die Bezeichnung RZ 1024. Im Jahre 1961 erfolgte der Rückbau zum Personenwagen, wobei er die Bezeichnung B2 3271 erhielt. Ab 1965 wurde er zum Dienstwagen umgebaut, wobei er die Bezeichnung VOwf 9266 erhielt. 1973 erfolgte der Verkauf zur Museumsbahn AMTF-Train 1900, welche ihn nach einer Restaurierung noch heute unter der Bezeichnung Cf 3281 einsetzt. Die anderen Fahrzeuge wurden von der Deutschen Reichsbahn 1950 als VT 135 552, VS 144 501 (C 509) und VS 144 502 (C 511) bezeichnet und für den Betrieb übernommen. Der VT 135 552 schied wenige Jahre später auf Grund der defekten Motoranlage aus und wurde bald darauf ausgemustert, während die beiden Steuerwagen als Personenwagen weiterverwendet wurden. Der VS 144 502 wurde ohne Führerstand 1970 in 197 833 umgezeichnet. 1985 wurde er von der Gruppe Salzwedel des DMV übernommen und aufgearbeitet. Heute steht er im Historischen Lokschuppen Wittenberge.
Vom Triebwagen sind Fotos und ein Modell vorhanden.

## Konstruktive Merkmale
Über dem Drehgestell des Triebwagens befand sich der Antriebsmotor. Von ihm wurde über einen Auspuff auf dem Dach die Abgase in das Freie geleitet. Das verlieh dem Triebwagen sein charakteristisches Aussehen. Direkt mit dem Motor war der Hauptgenerator verbunden, der von der Firma Siemens-Schuckertwerke hergestellt wurde. Die Fahrmotoren stammen ebenso von SSW und waren als Tatzlager-Antrieb gestaltet. Gesteuert wurden sie mit der einfachen elektrischen Übertragung nach dem System GEBUS. Die Hilfsbetriebe wie der Kühlerlüfter und der Kompressor wurden mit Gleichstrommaschinen angetrieben.
Die Bremse bestand aus einer Druckluftbremse Bauart Knorr und einer Handbremse. Zu weiteren Hilfsbetrieben des T 03 gehörten ein pneumatischer Sandstreuer, ein Läutewerk und ein Typhon.